# Sobralia xantholeuca
Sobralia xantholeuca är en orkidéart som beskrevs av Benjamin Samuel Williams. Sobralia xantholeuca ingår i släktet Sobralia och familjen orkidéer. Inga underarter finns listade i Catalogue of Life.

## Bildgalleri

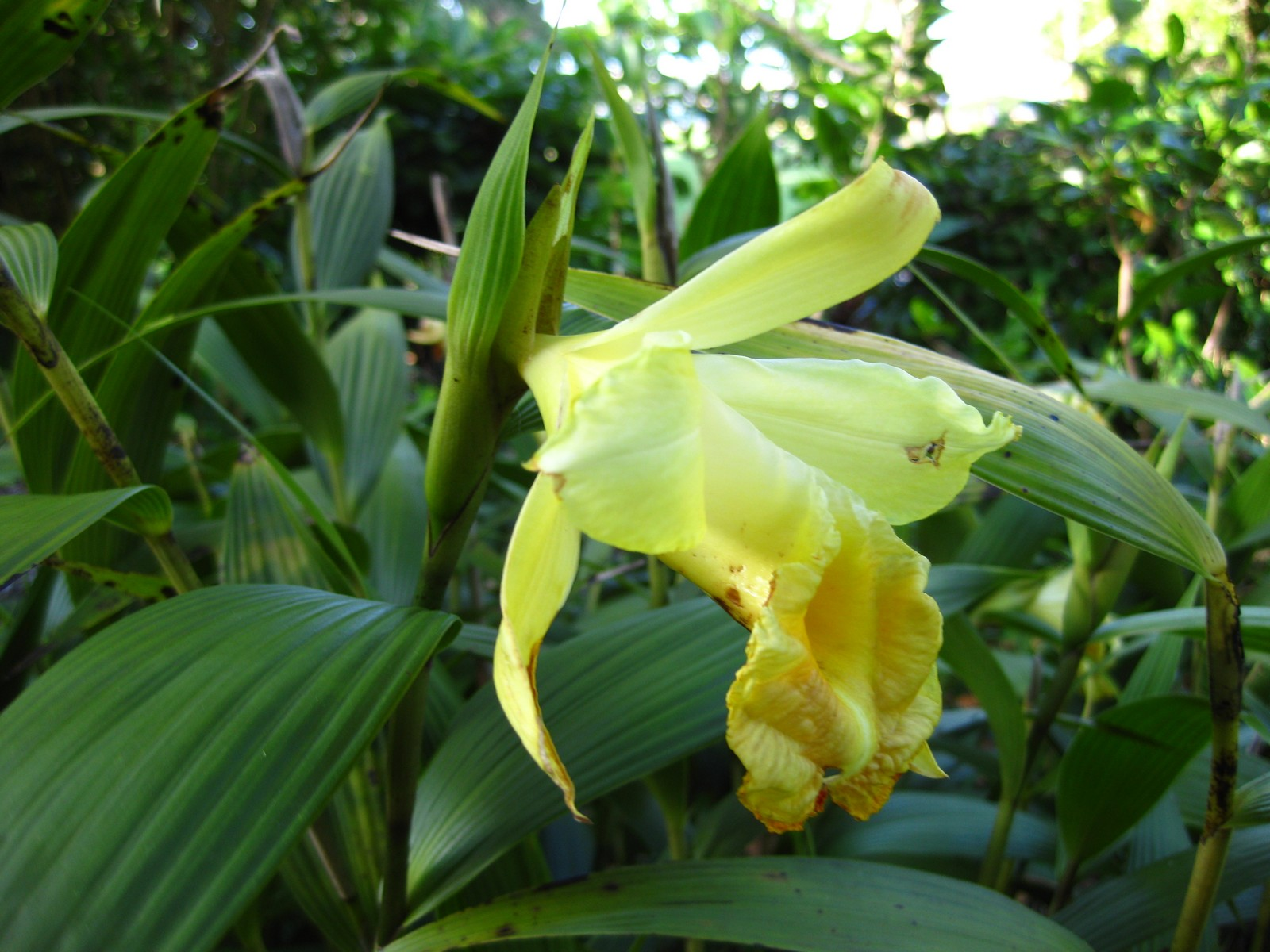
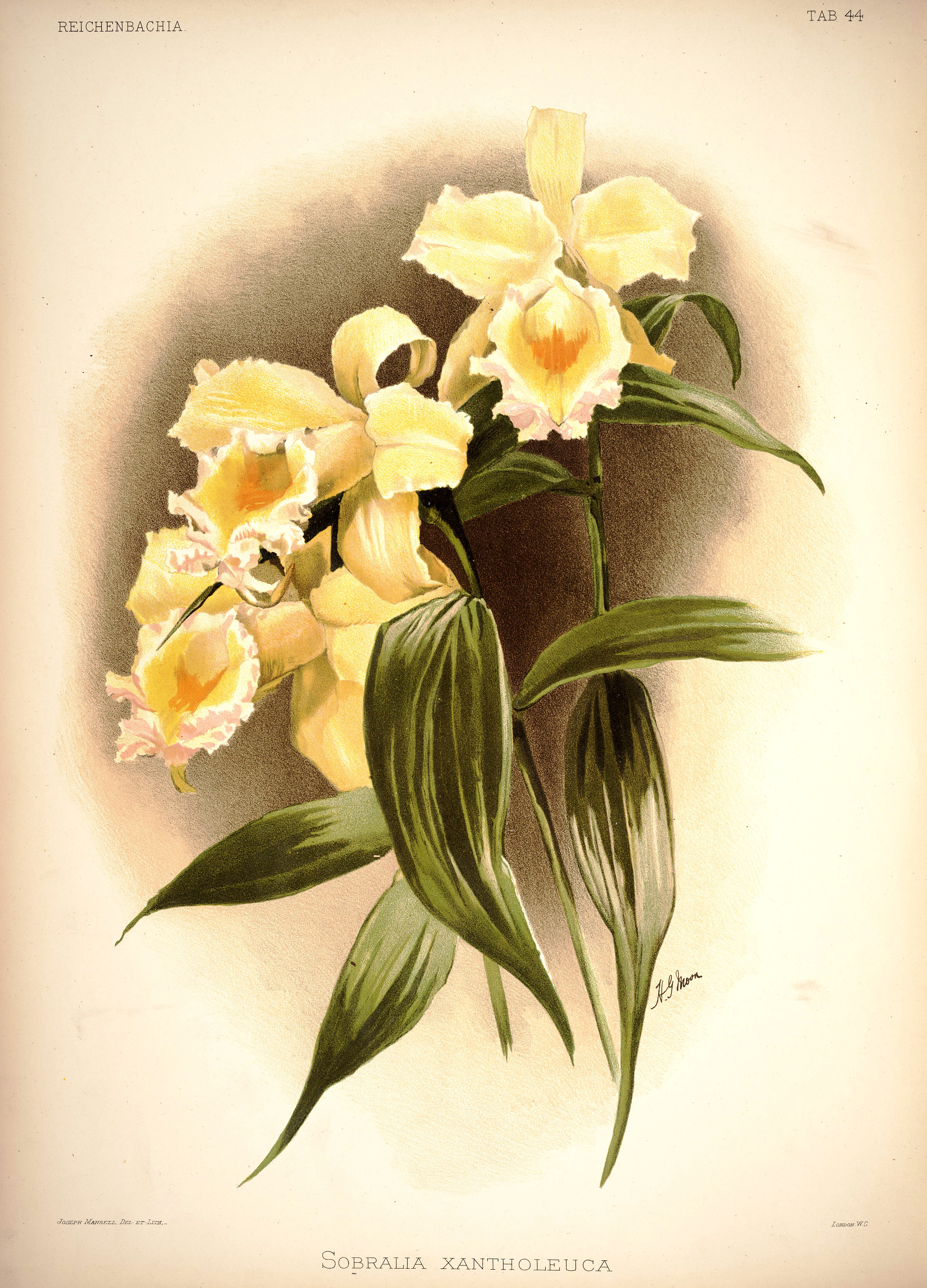
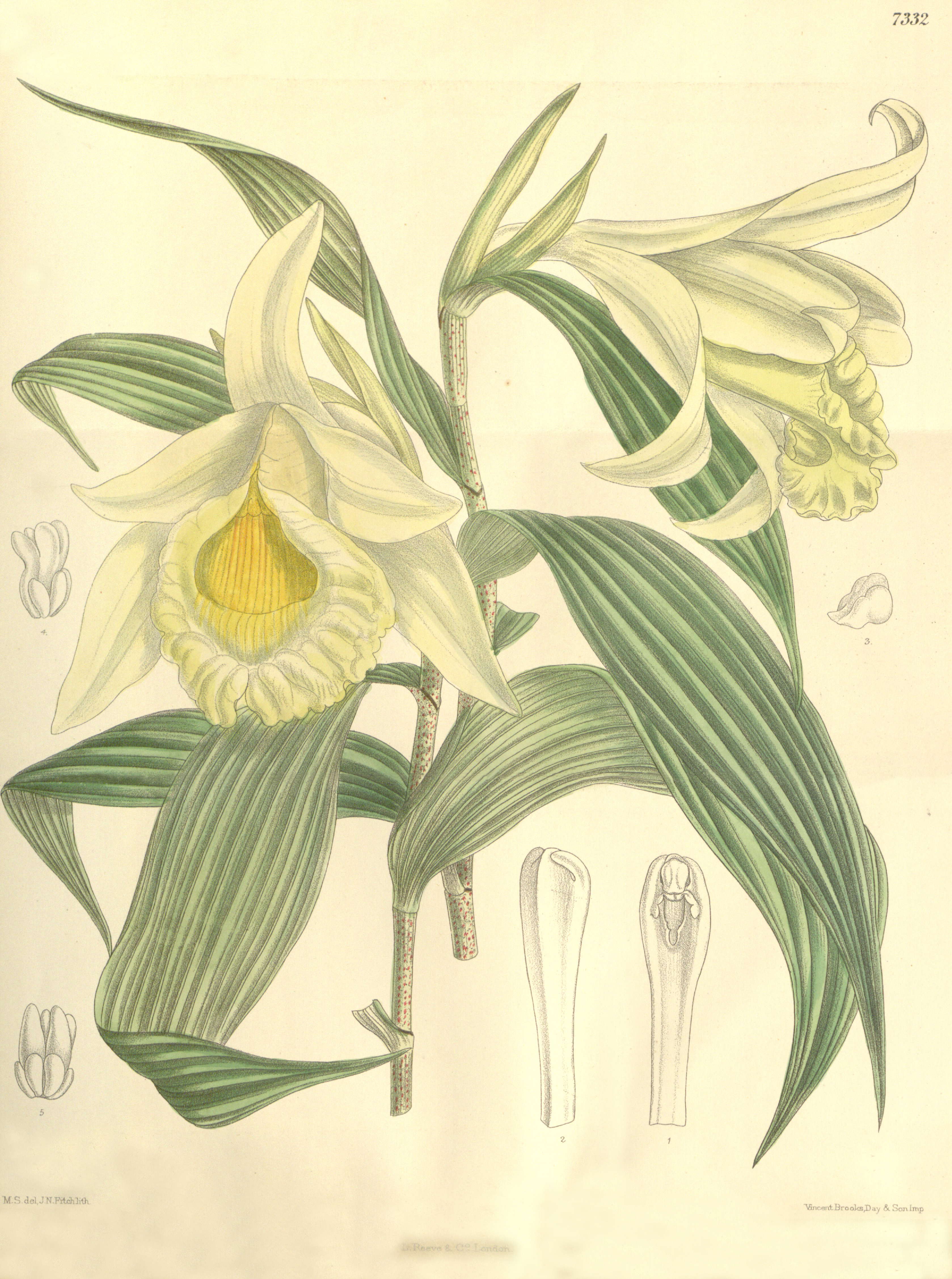
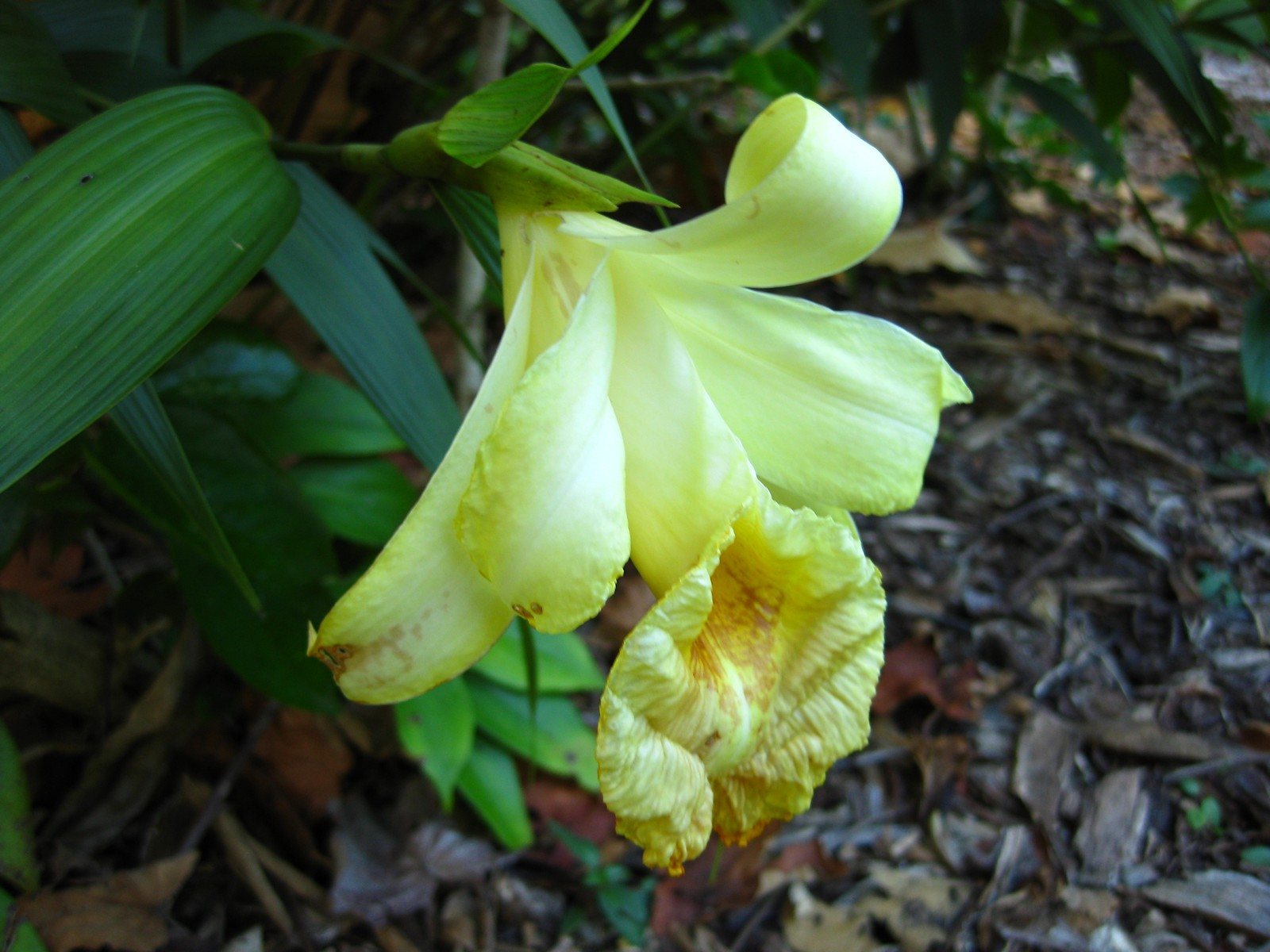
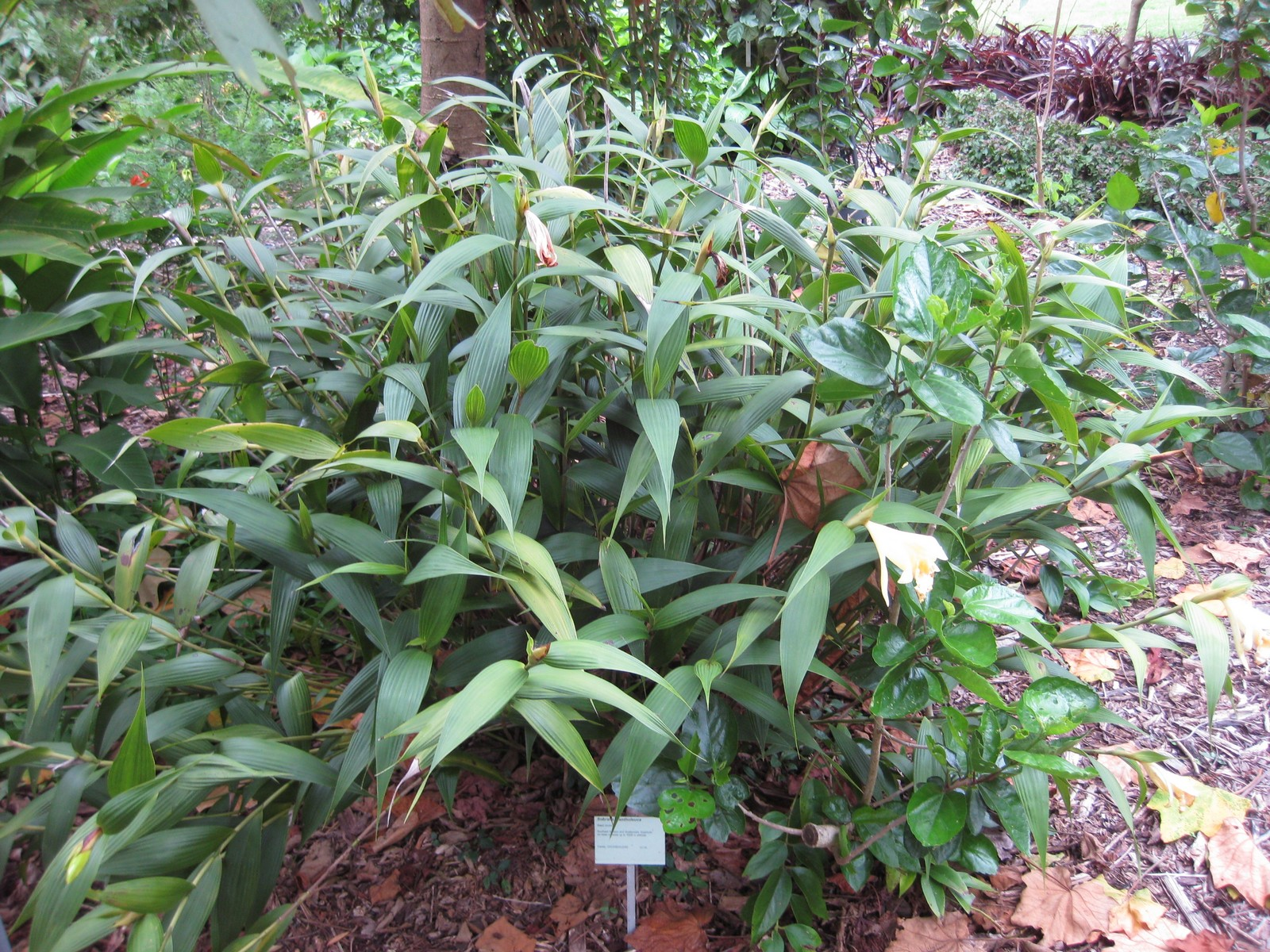
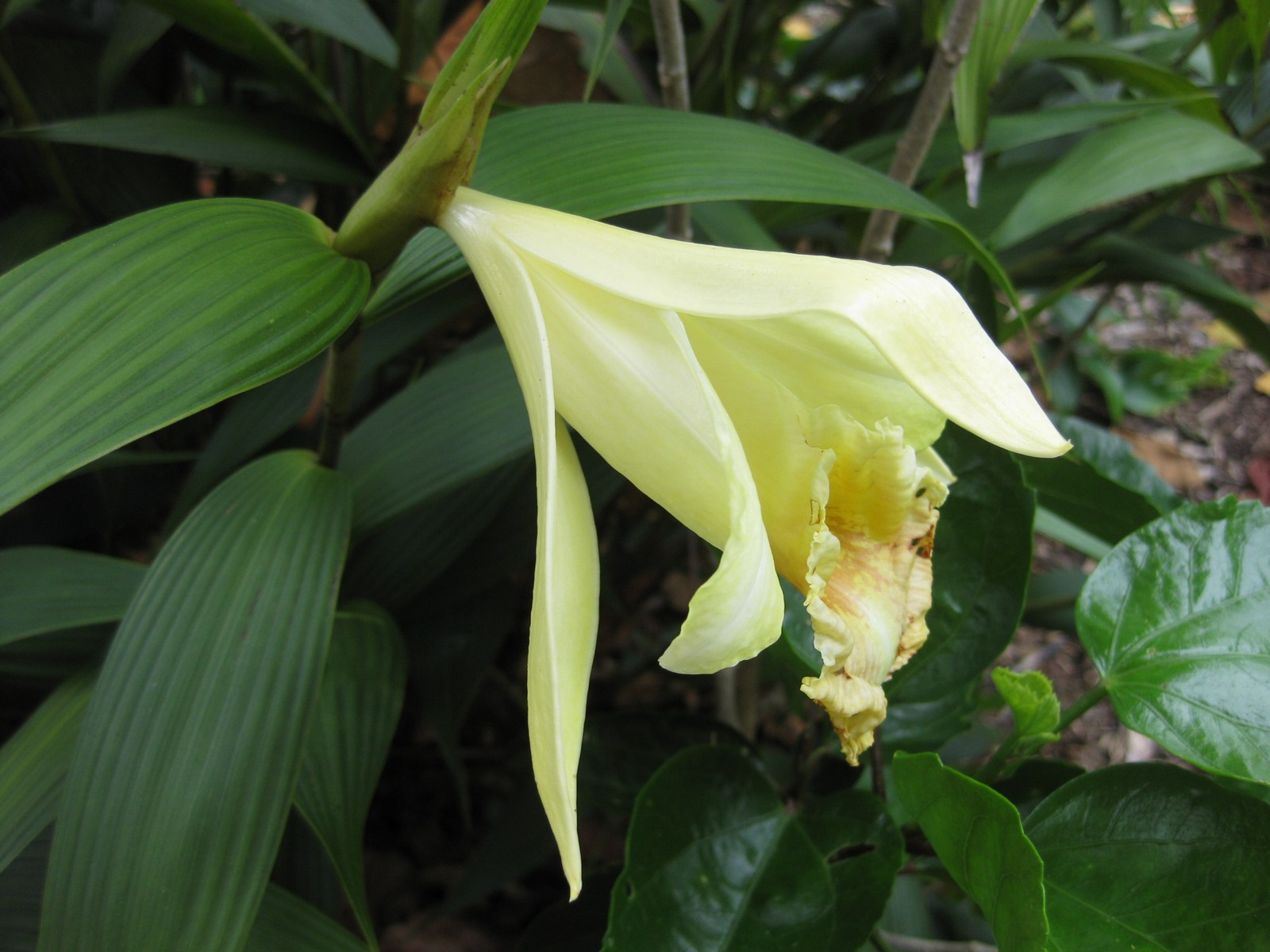